# Vilankurichi
Vilankurichi è una suddivisione dell'India, classificata come census town, di 9.122 abitanti, situata nel distretto di Coimbatore, nello stato federato del Tamil Nadu. In base al numero di abitanti la città rientra nella classe V (da 5.000 a 9.999 persone).

## Geografia fisica
La città è situata a 11° 04' 40 N e 77° 00' 53 E.

## Società

### Evoluzione demografica
Al censimento del 2001 la popolazione di Vilankurichi assommava a 9.122 persone, delle quali 4.653 maschi e 4.469 femmine. I bambini di età inferiore o uguale ai sei anni assommavano a 980, dei quali 478 maschi e 502 femmine. Infine, coloro che erano in grado di saper almeno leggere e scrivere erano 7.123, dei quali 3.863 maschi e 3.260 femmine.